# Eric Damböck
Eric Damböck (* 6. September 1999) ist ein österreichischer Handballspieler.

## Karriere
Damböck begann in seiner Jugend bei Union St. Pölten Handball zu spielen. Nach einem Vize-Staatsmeistertitel mit der unter 16 Jugendmannschaft, bei welcher Damböck als bester Kreisläufer ausgezeichnet wurde, wechselte der Niederösterreicher in die Jugend des Handballclub Fivers Margareten. Mit den Margaretnern konnte er sich 2015/16 im U16 und U18-Bewerb den Staatsmeistertitel sichern. In der Saison 2016/17 lief der Rechtshänder zum ersten Mal, als Flügelspieler, in der Handball Liga Austria auf. 2020 wurde er von der Liga auch zum "Newcomer des Jahres" gewählt.
Im Februar 2024 unterschrieb Damböck einen, ab der Saison 2024/25 gültigen Vertrag bei HSC Kreuzlingen. Für die Saison 2025/26 wurde er von TV Emsdetten verpflichtet nachdem sich Ben Beekmann verletzt hatte.
Bei der Weltmeisterschaft 2025 warf er 16 Tore in sechs Spielen und belegte mit der Auswahl den 17. Platz.

## Sonstiges
Neben dem Handballsport war er in jungen Jahren auch im Fußball, für die Sportunion St. Veit, aktiv.

## HLA-Bilanz
| 2016/17   | Handballclub Fivers Margareten                                  | HLA Meisterliga                                                 | 01                                                              | 01                                                              | 0/0                                                             | 01                                                              |                                                                 |                                                                 |                                                                 |                                                                 |
| 2017/18   | Handballclub Fivers Margareten                                  | HLA Meisterliga                                                 | 07                                                              | 015                                                             | 0/0                                                             | 015                                                             |                                                                 |                                                                 |                                                                 |                                                                 |
| 2018/19   | Handballclub Fivers Margareten                                  | HLA Meisterliga                                                 | 018                                                             | 039                                                             | 0/0                                                             | 039                                                             |                                                                 |                                                                 |                                                                 |                                                                 |
| 2019/20   | Saison aufgrund der COVID-19-Pandemie in Österreich abgebrochen | Saison aufgrund der COVID-19-Pandemie in Österreich abgebrochen | Saison aufgrund der COVID-19-Pandemie in Österreich abgebrochen | Saison aufgrund der COVID-19-Pandemie in Österreich abgebrochen | Saison aufgrund der COVID-19-Pandemie in Österreich abgebrochen | Saison aufgrund der COVID-19-Pandemie in Österreich abgebrochen | Saison aufgrund der COVID-19-Pandemie in Österreich abgebrochen | Saison aufgrund der COVID-19-Pandemie in Österreich abgebrochen | Saison aufgrund der COVID-19-Pandemie in Österreich abgebrochen | Saison aufgrund der COVID-19-Pandemie in Österreich abgebrochen |
| 2020/21   | Handballclub Fivers Margareten                                  | HLA Meisterliga                                                 | 026                                                             | 132                                                             | 2/3                                                             | 130                                                             |                                                                 |                                                                 |                                                                 |                                                                 |
| 2021/22   | Handballclub Fivers Margareten                                  | HLA Meisterliga                                                 | 027                                                             | 143                                                             | 4/6                                                             | 139                                                             |                                                                 |                                                                 |                                                                 |                                                                 |
| 2022/23   | Handballclub Fivers Margareten                                  | HLA Meisterliga                                                 | 026                                                             | 146                                                             | 4/6                                                             | 140                                                             |                                                                 |                                                                 |                                                                 |                                                                 |
| 2023/24   | Handballclub Fivers Margareten                                  | HLA Meisterliga                                                 | 027                                                             | 150                                                             | 3/5                                                             | 140                                                             |                                                                 |                                                                 |                                                                 |                                                                 |
| 2016–2025 | gesamt                                                          | HLA Meisterliga                                                 | 132                                                             | 626                                                             | 13/20 (65 %)                                                    | 613                                                             |                                                                 |                                                                 |                                                                 |                                                                 |

## Erfolge
- 1× Österreichischer Meister 2017/18
- 1× Österreichischer Pokalsieger 2020/21
- 1× HLA „Newcomer des Jahres“ 2019/20